# Verwaltungsgemeinschaft Steinkirchen
Die Verwaltungsgemeinschaft Steinkirchen liegt im oberbayerischen Landkreis Erding und wird von folgenden Gemeinden gebildet:
1. Hohenpolding, 1651 Einwohner, 27,42 km²
2. Inning a.Holz, 1570 Einwohner, 11,84 km²
3. Kirchberg, 1164 Einwohner, 17,10 km²
4. Steinkirchen, 1349 Einwohner, 18,08 km²

Sitz der Verwaltungsgemeinschaft ist Steinkirchen.
Sie entstand 1978 im Zuge der bayerischen Gebietsreform aus den vier Gemeinden, die das Zentrum des Erdinger Holzlandes bilden.
Das Mitteilungsorgan der Verwaltungsgemeinschaft ist das „Holzlandblatt“.
Gegenwärtiger Vorsitzender ist der Kirchberger Bürgermeister Dieter Neumaier.